# Pseudorasbora parva

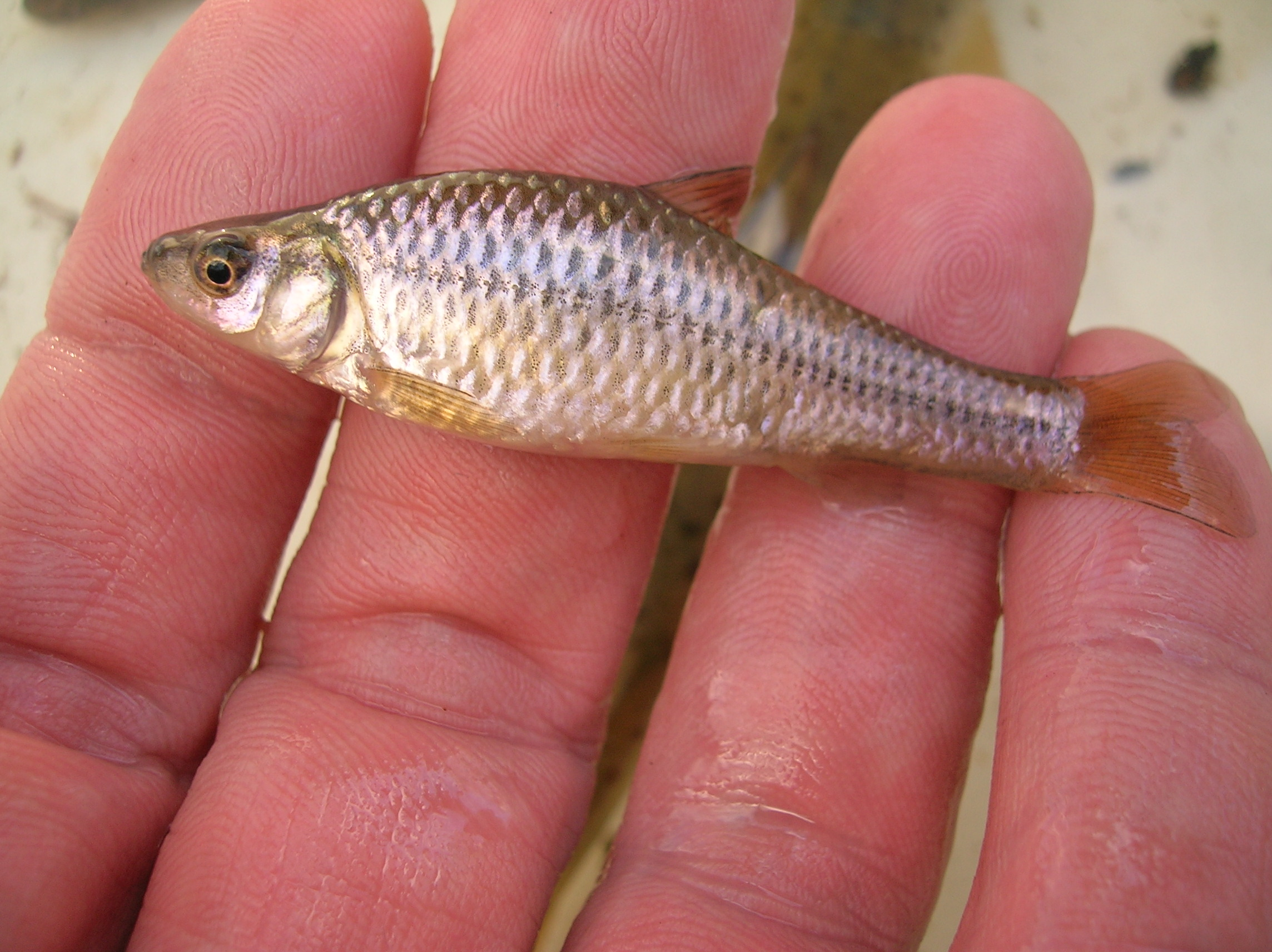
Pseudorasbora parva

 Pseudorasbora parva és una espècie de peix cipriniforme de la família dels ciprínids.

## Descripció
És un peix petit, que rarament sobrepassa els 10 cm de longitud. Pot arribar a pesar 20g. El cos és allargat, amb escates grosses de tons grisencs o blavosos a la zona dorsal i molt clars a la zona ventral. El cap és lleugerament pla i la boca se situa en posició clarament súpera. Tenen un el cos de color violeta, amb la part dorsal més fosca que els blancs i la superfície ventral argentada. Els individus joves mostren una banda fosca longitudinal molt nítida, que va des del marge posterior de l'òrbita fins a l'origen de l'aleta caudal, aquesta banda va desapareixent amb l'edat. Els mascles són més grossos que les femelles. En l'època d'aparellament els mascles presenten uns petits tubercles o bonys en tot el front. La maduresa sexual arriba a partir d'un any de vida.

## Hàbitat
Ocupa preferentment zones amb poca velocitat de corrent, com ara trams baixos de rius, canals de rec, embassaments o aiguamolls. S'agrupa en grups de menys de 15 exemplars.

## Reproducció
Es dona a la primavera. A l'època de reproducció els mascles són territorials, es tornen més foscos, les aletes se'ls tenyeixen de negre i l'opercle de morat, i desenvolupen molts tubercles nupcials al cap. Cada mascle pot fecundar la posta de diverses femelles, que defensa agressivament i per la qual s'enfronta sovint a peixos de mida molt més gran. Els ous d'uns 200 a uns 2000, groguencs i enganxosos, són dipositats sobre plantes, pedres, closques de mol·luscs o d'altres substrats, sempre en zones somes properes a la vora. Les cries es mantindran juntes unes setmanes i posteriorment es reuniran en grups més petits.

## Alimentació
És una espècie depredadora d'invertebrats, tant bentònics com planctònics, que consumeix també petits peixos i ous de peix.

## Distribució de la pseudorasbora a la península Ibèrica
Actualment es troba al curs mitjà i baix del riu Ter i a el curs baix del riu Ebre.

## Distribució de la pseudorasbora a escala mundial
Originàriament es distribuïa per l'extrem oriental d'Àsia, incloent-hi les conques dels rius Amur, Huang-ho i Yang-tze, la península Ibèrica de Corea i el Japó. En aquestes regions poden ser hostes intermediaris del trematode Clonorchis sinensis. Va ésser localitzada a Europa per primera vegada a Romania, a principis de la dècada de 1960, i en poc més de 40 anys ha colonitzat bona part del continent, expandint-se en sentit est-oest.

## Introducció
Va ésser localitzada a Europa per primera vegada a Romania, a principis de la dècada de 1960, i en poc més de 40 anys ha colonitzat bona part del continent, expandint-se en sentit est-oest. Es va introduir de forma involuntària, ja que en alguns llocs es fa repoblació de peixos. La pseudorasbora es va barrejar amb aquests peixos i va ser introduït en diferents ecosistemes.